# 严晋跃
严晋跃（1959年11月—），能源工程专家，教授，研究领域为动力机械和能源转换系统等。中国教育部第三批“长江学者”特聘教授（上海交通大学）。

## 生平
1989年至今在皇家理工学院任教；1991年5月获得皇家理工学院博士学位。

## 学术兼职
国际燃气轮机学会煤、生物质和替代能源委员会理事，电力和联产委员会理事；
皇家理工学院化学、化工和生物技术学术委员会委员；
瑞中科技合作促进会主席，中科院海外评委。